# Bulbophyllum perpusillum
Bulbophyllum perpusillum é uma espécie de orquídea (família Orchidaceae) pertencente ao gênero Bulbophyllum. Foi descrita por Hermann Wendland e Friedrich Fritz Wilhelm Ludwig Kraenzlin em 1894.